# Leptonetela kanellisi
Leptonetela kanellisi là một loài nhện trong họ Leptonetidae.
Loài này thuộc chi Leptonetela. Leptonetela kanellisi được Christa Deeleman-Reinhold miêu tả năm 1971.